# Athanássios Príttas
Athanássios Príttas (en grec : Αθανάσιος Πρίττας), souvent appelé Thanássis Príttas (Θανάσης Πρίττας) ou encore Sák(k)is Príttas (Σάκ(κ)ης Πρίττας ; né le 9 janvier 1979 à Thessalonique en Grèce) est un joueur de football grec, qui joue en tant que milieu de terrain.

## Biographie

### Sélection
Le 1er juin, il est annoncé comme faisant partie de la liste finale des 23 joueurs grecs appelés pour disputer la coupe du monde 2010.